# Coup de feu à l'aube
Pour plus de détails, voir Fiche technique et Distribution.
Coup de feu à l'aube est un film franco-allemand réalisé par Serge de Poligny, sorti en 1932.

## Synopsis
Un officier de la police judiciaire, Müller IV, est chargé d'enquêter sur le bijoutier désigné Taft. Tout porte à croire que cet homme dans la force de l'âge est impliqué dans de sombres affaires. Müller s'est posté dans sa voiture de service devant la villa de Taft, lorsqu'un coup de feu retentit à l'aube et que l'officier de police meurt. Ses collègues, les commissaires Schmieter et Holzknecht, voulaient le rencontrer et doivent maintenant élucider la mort violente de l'un des leurs. Comme on pouvait s'y attendre, les soupçons se portent d'abord sur la personne observée, mais celle-ci a un alibi en béton. En effet, le bijoutier Taft n'était pas chez lui au moment du crime, mais revenait d'un voyage d'affaires qui l'avait conduit à Berlin. Müller avait donc en réalité observé une maison vide.
Ce voyage de retour est loin d'être agréable pour Taft, car sur le chemin du retour, il est arrêté par deux criminels qu'il connaît bien et qui lui demandent de l'argent. Comme il n'a rien sur lui, il propose nolens volens un marché : Son ex-femme Irène est en possession d'une bague en diamant de grande valeur, à laquelle il pourrait donner accès aux deux malfrats. Irène, qui séjourne actuellement dans un hôtel chic de Potsdam, est ravie de revoir son ex-mari, nettement plus âgé qu'elle et qui, dit-on, vient simplement lui rendre visite. Elle ne se doute pas que Taft est simplement venu pour lui dérober la clé de son coffre-fort et la déposer sous le radiateur pour qu'elle puisse la récupérer. Taft n'est pas le seul à se présenter dans la chambre d'Irène. Peu après, un soi-disant acheteur potentiel de la villa de Taft, l'élégant Monsieur Petersen, se présente, mais se cache aussitôt lorsqu'il entend Irène dans la salle de bain voisine. Cette dernière, qui est en train de prendre un bain, reçoit peu après une nouvelle visite masculine, cette fois d'un certain Dr Sandegg.
Sandegg n'est autre qu'un des deux criminels qui voulaient extorquer de l'argent à Taft. Il est venu pour voler le diamant qu'Irène a déposé dans le coffre-fort mural de l'hôtel et commence donc par se glisser sous le radiateur où Taft a caché la clé du coffre-fort peu de temps auparavant. Petersen surgit et un bref échange de coups a lieu entre les deux hommes. Le Dr Sandegg parvient à s'enfuir avec son butin de diamants. Irene Taft ne comprend la situation que lorsqu'elle constate que quelqu'un a vidé le coffre-fort. Lorsqu'elle est attirée dans la villa vide de Taft, la situation prend une tournure dramatique. A ce moment-là, Taft a déjà été assassiné par les gangsters, et sa vie semble également très mal en point. Mais voilà que ce Monsieur Petersen se révèle être un inspecteur de la police criminelle qui veut faire tomber la bande. Un échange de coups de feu a lieu entre la police et les criminels, au cours duquel on parvient à libérer Irène et à récupérer la bague en diamant.

## Fiche technique
- Titre- français : Coup de feu à l'aube
- Titre allemand : Schuß im Morgengrauen
- Réalisation : Serge de Poligny
- Supervision : André Daven
- Scénario : Rudolf Katscher, Egon Eis et Otto Eis, d'après la pièce de Harry Jenkins
- Photographie : Werner Bohne et Konstantin Irmen-Tschet
- Son : Gerhard Goldbaum et Max Kagelmann
- Sociétés de production : A.C.E. - U.F.A.
- Pays d’origine :  France -  République de Weimar
- Format : Noir et blanc — 35 mm — 1,37:1 — son Mono
- Genre : Film policier
- Durée : 90 minutes
- Date de sortie : France, 17 août 1932

## Distribution
- Annie Ducaux : Irène
- Jean Galland : Brand / Petersen
- Marcel André : Schmitter
- Genia Nikolaieva : Lola
- Gaston Modot : Sandegg
- Roger Karl : Joachim Taft
- Antonin Artaud : le Trembleur
- Guy Derlan : Bobby
- Nane Germon
- Pierre Sergeol
- Jean Rozenberg
- Pierre Piérade
- Maurice Sibert